# 矢島藩

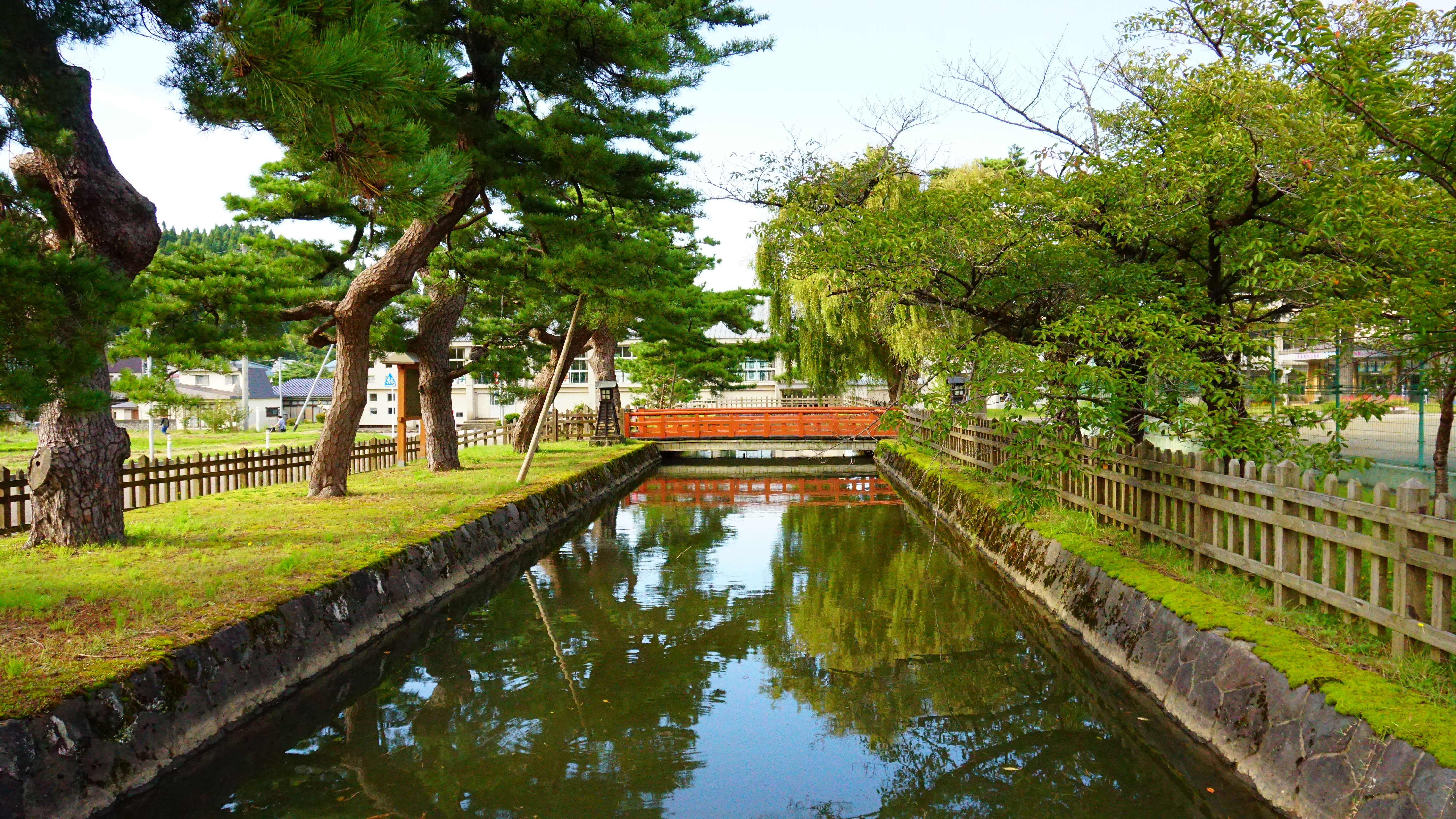
矢島藩庁の遺構である矢島陣屋の水堀

矢島藩（やしまはん）は、江戸時代初期、および明治時代初期の藩の一つ。羽後国（旧出羽国）由利郡矢島（現在の秋田県由利本荘市矢島町）の矢島陣屋（別称：八森陣屋）に政庁を置いた。藩主は生駒家。

## 概略
讃岐国高松藩（17万1800石）の藩主であった生駒高俊は、家中不取締りを理由に領地を没収され、堪忍料として矢島1万石を与えられた。さらに、高俊の嫡男・高清が弟の俊明に2000石を分知したため、以降の生駒氏は8000石の交代寄合（最初は江戸詰交代寄合表御礼衆）となった。
慶応4年（1868年）の戊辰戦争で当主親敬は新政府に与し、戦後1万5200石に高直しされた。これによって生駒家は約200年ぶりに諸侯（大名）に列して、再び矢島藩を立藩した。したがって厳密にいえば、矢島配流（1640年）から交代寄合確定（1658年）までと、再立藩（1868年）から廃藩置県（1871年）までにしか、矢島藩は存在しなかったとことになる。

## 藩史
生駒氏は大和国生駒荘に出自を持つ。戦国時代に尾張国へ移り、生駒親正が織田信長・豊臣秀吉に仕えた。豊臣政権下では讃岐高松17万1800石の大名に立身した。関ヶ原の戦いで親正は西軍に味方したものの、嫡男の一正を東軍に参加させたため、戦後は所領を安堵された。
しかし、一正の孫である高俊は酒色に耽って民政を顧みなかったため、家中に激しい派閥抗争が発生した（生駒騒動）。やがて内紛は幕府の知るところとなり、寛永17年（1640年）に改易された。堪忍料として矢島1万石を与えられた高俊は、八森陣屋にて約20年の軟禁生活を送った。高俊の跡を継いだ高清は弟の俊明に伊勢居地2000石を分知したため（生駒伊勢居地家）、以後、生駒家は8000石の江戸詰交代寄合表御礼衆となった。
歴代当主は江戸定府であったため、領地統治は郡奉行の三浦伊右衛門ら山本一党に委ねられた。しかし山本一党は暴政の限りを尽くしたため、1677年に農民代表が江戸へ上り、高俊から数えて3代目の当主である親興に直訴した。親興は山本一党に切腹を命じ、年貢もかつての基準に戻すよう命令した。しかし、城代家老の市橋彦兵衛は山本一党と変わらない基準で徴収しようとしたため、農民たちは逃亡し、佐藤仁左衛門が再び直訴する事態となった。親興は従来の徴収基準に戻す旨の朱印状を仁左衛門に渡すが、仁左衛門は国許で朱印状を奪われ、仁左衛門やその家族、協力者たちは処刑された。しかし逃亡した農民たちは帰郷しなかったため、やむなく年貢を従来の基準に戻すことを約束するに至った。これを「延宝騒動」または「仁左衛門騒動」という。
1780年、7代当主の親睦が将軍徳川家治より国入りを許され、以後は参勤交代を行った（交代寄合）。領内の実情把握が可能となったため、それ以降の歴代当主は藩政に力を入れた。
慶応4年（1868年）の戊辰戦争において、新政府に抗する奥羽越列藩同盟が結成される。12代当主の親敬は、当初同盟に加盟したが、のちに家中を勤王論に統一して新政府に与した。これによって庄内藩から攻撃を受け、親敬は陣屋を自焼して撤退する。以後、新政府軍とともに東北地方の鎮撫につとめた。戦後の高直しの結果、生駒氏は1万5200石の諸侯（大名）に列し、約250年ぶりに讃岐守を称することが許された。翌年、軍功により賞典禄1000石を下賜される。しかし明治4年7月21日（1871年8月29日）の廃藩置県で矢島県となり、同年11月2日（1871年12月13日）に秋田県へ統合された。
明治17年7月8日、親承に男爵が授けられる。

## 歴代領主
生駒家
外様→交代寄合→外様 1万石→8000石→1万5200石
1. 高俊（堪忍料1万石）
2. 高清（以後交代寄合）
3. 親興
4. 正親
5. 親猶
6. 親賢
7. 親睦
8. 親章
9. 親孝
10. 親愛
11. 親道
12. 親敬（高直しで大名に復帰）

## 幕末の領地
- 出羽国（羽後国）
  - 由利郡のうち - 47村

明治維新後に由利郡1村（旧旗本領）が加わった。
分家の伊勢居地家は、由利郡に11村を領していた（生駒宗家や本荘藩六郷家との相給を含む）。